# Adilsom Antônio Martins
Adilson Antônio Martins , apesar de brasileiro, foi iniciado como Auofacã pelo Babalaô Sumo Sacerdote Cubano, Rafael Zamora Diaz Ogundaquetê..
Crítico, guerreiro, amante da religião, que pregava seriedade, compromisso e devoção. Uma vida inteira dedicada à divulgação do culto de Ifá-Orunmilá, de forma correta e digna, sempre combatendo aventureiros que profanam a tradição.
Iniciado Auofacã pelo babalaô cubano Rafael Zamora (Auô Ogundaquetê) em 1992, fazendo parte do que foi considerado o "primeiro barco de Ifá" no Brasil, ao lado se sua esposa - Lúcia Petrocelli Martins - Aapetebi Obeionô.
Como Auofacã Obebará, escreveu diversos livros sobre Ifá, podendo-se destacar Ibadu - A cabaça da existência; e 666 ebós de Odu.
Se aprofundou nos mistérios de Ifá e foi consagrado babalaô pelo sacerdote africano babalaô Adixá Arogundadê Adecunlê, passando assim a utilizar seu nome iniciático: babalaô Ifalequê Auó Ni Orunmilá Omô Odu Obebará.
Sempre preocupado com a perpetuação dos ensinamentos de Ifá, Babá Ifalequê conseguiu compilar uma gama enorme de material a cerca do culto de Ifá, culminando em novos livros (alguns ainda não publicados). 
Inclusive, publicações destinadas ao público infantil de lendas africanas.[carece de fontes?]
Em abril de 2011, desencarnou Adilson Martins, embora continue vivíssimo, deixando um grupo de iniciados ligados à Ordem Brasileira de Ifá (OBI), fundada por ele.